# 2023-as UEFA Európa Konferencia Liga-döntő
A 2023-as UEFA Európa Konferencia Liga-döntő az európai labdarúgó-klubcsapatok harmadik tornájának második döntője volt. A mérkőzést eredetileg a tiranai Arena Kombëtareban rendezték volna, de később 2022. május 10-én módosítottak az UEFA bécsi ülésén a döntő helyszínéről, emiatt a prágai Fortuna Arena lett a helyszín.
A győztes a 2023–2024-es Európa-liga csoportkörébe részvételi jogot szerzett.

## A mérkőzés
| 2023. június 7. 21:00 |

| Fiorentina      | 1–2               | West Ham United                   |
| --------------- | ----------------- | --------------------------------- |
| Bonaventura 67' | (0–0) Jegyzőkönyv | Benráhma 62' (11-esből) Bowen 90' |

| Fortuna Aréna, Prága Nézőszám: 17 363 Játékvezető: Carlos del Cerro Grande (spanyol) |

| Fiorentina | West Ham United |

| GK                | 1  | Pietro Terracciano    |     |       |
| RB                | 2  | Dodô                  |     |       |
| CB                | 4  | Nikola Milenković     | 75' |       |
| CB                | 16 | Luca Ranieri          |     | 84'   |
| LB                | 3  | Cristiano Biraghi (c) |     |       |
| CM                | 34 | Szofjan Amrabat       | 85' |       |
| CM                | 38 | Rolando Mandragora    | 66' | 90+3' |
| AM                | 5  | Giacomo Bonaventura   |     |       |
| RW                | 22 | Nicolás González      |     |       |
| LW                | 99 | Christian Kouamé      |     | 61'   |
| CF                | 7  | Luka Jović            |     | 46'   |
| Cserék:           |    |                       |     |       |
| GK                | 31 | Michele Cerofolini    |     |       |
| DF                | 15 | Aleksa Terzić         |     |       |
| DF                | 23 | Lorenzo Venuti        |     |       |
| DF                | 28 | Lucas Martínez Quarta |     |       |
| DF                | 98 | Igor                  |     | 84'   |
| MF                | 8  | Riccardo Saponara     |     | 61'   |
| MF                | 32 | Alfred Duncan         | 67' |       |
| MF                | 42 | Alessandro Bianco     |     |       |
| MF                | 72 | Antonín Barák         |     | 90+3' |
| FW                | 9  | Arthur Cabral         |     | 46'   |
| FW                | 11 | Jonathan Ikoné        |     |       |
| FW                | 77 | Josip Brekalo         |     |       |
| Vezetőedző:       |    |                       |     |       |
| Vincenzo Italiano |    |                       |     |       |

| GK          | 13 | Alphonse Aréola  |       |       |
| RB          | 5  | Vladimír Coufal  |       |       |
| CB          | 4  | Kurt Zouma       |       | 61'   |
| CB          | 27 | Nájf Ákerd       | 53'   |       |
| LB          | 33 | Emerson Palmieri |       |       |
| CM          | 28 | Tomáš Souček     |       |       |
| CM          | 41 | Declan Rice (c)  |       |       |
| AM          | 11 | Lucas Paquetá    |       |       |
| RW          | 20 | Jarrod Bowen     | 90+7' |       |
| LW          | 22 | Szaíd Benráhma   | 31'   | 76'   |
| CF          | 9  | Michail Antonio  |       | 90+4' |
| Cserék:     |    |                  |       |       |
| GK          | 1  | Łukasz Fabiański |       |       |
| DF          | 2  | Ben Johnson      |       |       |
| DF          | 3  | Aaron Cresswell  | 90+1' |       |
| DF          | 21 | Angelo Ogbonna   |       | 90+4' |
| DF          | 24 | Thilo Kehrer     |       | 61'   |
| MF          | 8  | Pablo Fornals    |       | 76'   |
| MF          | 10 | Manuel Lanzini   |       |       |
| MF          | 12 | Flynn Downes     |       |       |
| MF          | 62 | Freddie Potts    |       |       |
| FW          | 14 | Maxwel Cornet    |       |       |
| FW          | 18 | Danny Ings       |       |       |
| FW          | 72 | Divin Mubama     |       |       |
| Vezetőedző: |    |                  |       |       |
| David Moyes |    |                  |       |       |

| A mérkőzés legjobb játékosa: Jarrod Bowen (West Ham United) Asszisztensek: Pau Cebrián Devís (spanyol) Guadalupe Porras Ayuso (spanyol) Negyedik játékvezető: Jesús Gil Manzano (spanyol) Tartalék asszisztens: Diego Barbero Sevilla (spanyol) Videobíró: Juan Martínez Munuera (spanyol) Videobíró asszisztens: Alejandro Hernández Hernández (spanyol) Tiago Martins (portugál) | A mérkőzés szabályai: - 90 perc. - 30 perc hosszabbítás, ha szükséges. - Büntetőpárbaj, ha az eredmény továbbra is egyenlő. - Tizenkét megnevezett cserejátékos. - Legfeljebb öt csere, a hosszabbításban a hatodik engedélyezett. |